# Pearl’s Dream
«Pearl’s Dream» — второй сингл британской исполнительницы Наташи Хан, выступающей под псевдонимом Bat for Lashes, с её второго студийного альбома Two Suns 2009 года. В мае 2009 года «Pearl’s Dream» на странице певицы на MySpace для всех желающих делать ремиксы, полноценный сингл вышел в июне 2009 в форматах 7" и цифровой дистрибуции.

## Список композиций
Download
| №  | Название                                      | Длительность |
| -- | --------------------------------------------- | ------------ |
| 1. | «Pearl's Dream» (альбомная версия)            | 4:45         |
| 2. | «Pearl's Dream» (Cenzo Townshend radio edit)  | 3:47         |
| 3. | «Sleep Alone» (909s in DarkTimes Mix)         | 4:20         |
| 4. | «Siren Song» (Live at Shepherd's Bush Empire) | 4:54         |
| 5. | «Good Love» (Live at Shepherd's Bush Empire)  | 5:20         |

7"
| №  | Название                              | Длительность |
| -- | ------------------------------------- | ------------ |
| 1. | «Pearl's Dream» (радио версия)        | 3:47         |
| 2. | «Sleep Alone» (909s in DarkTimes Mix) | 4:20         |

## Видеоклип
В видеоклипе «Pearl’s Dream» Хан танцует на сцене, и вокруг неё начинают светиться планеты на фоне ночного неба, а рядом с ней появляется волк. В зале появляется блондинка, которая хочет убить танцовщицу, но волк рычит на неё, а планеты пускают лазерный луч, который уничтожает злодейку. Режиссёром клипа является Нима Нуризадех.

## Хронология релизов
| Страна         | Дата         | Лейбл      | Формат           | Каталог |
| -------------- | ------------ | ---------- | ---------------- | ------- |
| Великобритания | 21 июня 2009 | Parlophone | Digital download |         |
| Великобритания | 22 июня 2009 | Parlophone | 7"               | R6773   |

## Позиции в чартах
| Чарт (2009)      | Лучший результат |
| ---------------- | ---------------- |
| UK Singles Chart | 173              |